# Ünver Beşergil
Ünver Beşergil (ur. 25 marca 1938 w Stambule, zm. 8 sierpnia 2016 tamże) – turecki zapaśnik walczący w stylu klasycznym. Olimpijczyk z Tokio 1964, gdzie odpadł w eliminacjach w kategorii 57 kg.
Brązowy medalista mistrzostw świata w 1966. Piąty na mistrzostwach Europy w 1967 i szósty w 1966. Triumfator igrzysk śródziemnomorskich w 1963; drugi w 1967 roku.